# Eficiencia de remoción
La eficiencia de remoción de carga contaminante en un sistema de tratamiento de aguas residuales viene dada por:
E = (S0 - S) / S0 x 100
Donde:

E: Eficiencia de remoción del sistema, o de uno de sus componentes [%]

S: Carga contaminante de salida (mg DQO, DBO5 o SST/l)

S0: Carga contaminante de entrada (mg DQO, DBO5 o SST/l)

Muchos son los factores que afectan las eficiencias de remoción de carga contaminante en este tipo de tratamiento, ya que la anaerobiosis es un proceso complejo sobre cuya naturaleza constantemente se hacen nuevos descubrimientos y se revalúan teorías. Entre estos factores podemos contar:
- El tiempo de residencia hidráulico (TRH).
- El medio de soporte (área superficial, porosidad, altura del lecho).
- Configuración de los reactores.
- Temperatura, Ph y de nutrientes.